# Breakeven
Breakeven is een nummer van de Ierse rockband The Script uit 2009. Het is de tweede single van hun debuutalbum met dezelfde naam als de band.
Het nummer werd alleen een hit in Ierland (#10), de Verenigde Staten (#12), het Verenigd Koninkrijk (#21), Canada (#20) en Australië (#3). De Nederlandse Top 40 en de Vlaamse Ultratop 50 werden niet gehaald; in Nederland bleef het steken op een 4e positie in de Tipparade en in Vlaanderen op een 11e positie in de Tipparade. Toch werd het nummer wel een radiohit in Nederland.

## NPO Radio 2 Top 2000
| Nummer met noteringen in de NPO Radio 2 Top 2000 | '14 | '15 | '16  | '17  | '18  | '19  | '20  | '21  | '22  | '23  | '24  |
| ------------------------------------------------ | --- | --- | ---- | ---- | ---- | ---- | ---- | ---- | ---- | ---- | ---- |
| Breakeven                                        | 803 | 937 | 1292 | 1492 | 1504 | 1541 | 1619 | 1813 | 1747 | 1936 | 1776 |

1. ↑  Een vetgedrukt getal geeft de hoogste notering aan.
2. ↑  2014 was het eerste jaar met een notering voor dit nummer.